# Le Mystère de Listerdale (recueil de nouvelles)
Le Mystère de Listerdale (The Listerdale Mystery and Other Stories dans l'édition originale britannique) est un recueil de douze nouvelles policières écrites par Agatha Christie.
Ce recueil a été publié initialement en juin 1934 au Royaume-Uni chez William Collins, Sons. En France, il est d'abord paru en 1963 sous le titre Douze nouvelles, puis réédité en 1968 sous le titre définitif Le Mystère de Listerdale.

## Liste des nouvelles
1. Le Mystère de Listerdale (The Listerdale Mystery)
2. Philomel Cottage (Philomel cottage)
3. Une jeune fille dans le train (The Girl in the Train)
4. Une chanson pour six pence (Sing a Song of Six Pence)
5. La Métamorphose d'Edward Robinson (The Manhood of Edward Robinson)
6. Accident (Accident)
7. Jane cherche une situation (Jane in Search of Job)
8. Un dimanche fructueux (A Fruitful Sunday)
9. L'Aventure de Mr Eastwood (Mr Eastwood's Adventure)
10. La Boule rouge (The Golden Ball)
11. L'Émeraude du Rajah (The Rajah's Emerald)
12. Le Chant du cygne (Swan Song)

## Publication américaine
Le recueil n'a pas d'équivalent aux États-Unis, les nouvelles sont réparties entre deux recueils distincts :
- les nouvelles 1, 3, 5, 8, 10, 11 et 12 sont publiées en 1971 dans The Golden Ball and Other Stories ;
- les nouvelles 2, 4, 6, 7 et 9 sont publiées en 1948 dans The Witness for the Prosecution and Other Stories.

## Éditions
- (en) Agatha Christie, The Listerdale Mystery and Other Stories, Londres, William Collins, Sons, 1934, 256 p.
- Agatha Christie (trad. Monique Thies), Douze nouvelles, Paris, Librairie des Champs-Élysées, coll. « Le Masque » (no 807), 1963, 255 p. (BNF 32950720)
- Repris dans : Agatha Christie, Œuvres complètes d'Agatha Christie, t. 15, Paris, Librairie des Champs-Élysées, 1973, 581 p. (BNF 34558747)
- Agatha Christie (trad. Monique Thies), Le Mystère de Listerdale, Paris, Librairie des Champs-Élysées, coll. « Le Club des Masques » (no 60), 1977, 188 p. (ISBN 2-7024-0046-9, BNF 34710426)
  - Librairie des Champs-Élysées, coll. « Le Masque » (no 807), 1983, 188 p.  (ISBN 2-7024-1462-1) (BNF 34720300)
  - Librairie générale française, coll. « Le Livre de Poche » (no 6787), 1990, 188 p.  (ISBN 2-253-05339-2) (BNF 35086845)
- Repris dans : Agatha Christie (préf. Jacques Baudou), L'intégrale Agatha Christie, t. 4 : Les années 1934-1935, Paris, Librairie des Champs-Élysées, coll. « Les Intégrales du Masque », 1992, 1202 p. (BNF 35498796)
- Agatha Christie (trad. de l'anglais par Thierry Arson et Jean-Marc Mendel), Le Mystère de Listerdale, Paris, Librairie des Champs-Élysées, coll. « Le Masque » (no 807), 1993, 252 p. (ISBN 2-7024-2366-3, BNF 35585035)
  - Librairie des Champs-Élysées, coll. « Le Club des Masques » (no 60), 1999, 219 p.  (ISBN 2-7024-0046-9) (BNF 37051750)
  - Librairie générale française, coll. « Le Livre de Poche » (no 6787), 2002, 219 p.  (ISBN 2-253-05339-2) (BNF 38888123)
  - Hachette collections, coll. « Agatha Christie », 2006, 302 p.  (ISBN 2-84634-612-7) (BNF 40962714)